# Delicate Sound of Thunder
Delicate Sound of Thunder (с англ. — «Нежный звук грома») — двойной концертный альбом английской рок-группы Pink Floyd, записанный во время пяти концертов в августе 1988 года на стадионе Nassau Coliseum (США, Нью-Йорк, Лонг-Айленд).
В сентябре на студии Эбби Роуд было произведено сведение, а релиз был осуществлён 22 ноября 1988 года лейблами EMI Records в Великобритании и Columbia Records в Соединённых Штатах.

## История
В ноябре 1987 года участники группы уже пытались записать концертные фильм и альбом во время выступления на Omni Coliseum (США, Джорджия, Атланта), но получившийся в итоге результат оказался неудовлетворительным. Записи получились довольно неудачными, поэтому их решили не издавать отдельным диском, а лишь включить некоторые из треков бонусами в синглы к альбому A Momentary Lapse of Reason. После этого группа предприняла вторую попытку создания концертного альбома и устроила с этой целью пять ночных концертов на стадионе Nassau Coliseum, по окончании которых музыканты вернулись в Англию и на студии Эбби Роуд собрали получившийся материал в отдельную пластинку Delicate Sound of Thunder.
Delicate Sound of Thunder стал первым рок-альбомом, прозвучавшим в космосе, так как советские космонавты взяли его на Союз ТМ-7. Члены Pink Floyd присутствовали при запуске корабля. К тому же Delicate Sound of Thunder был единственным альбомом Pink Floyd, выпущенным фирмой «Мелодия» в СССР официально.

## Список композиций
| №                   | Название                                                | Записан             | Длительность |
| ------------------- | ------------------------------------------------------- | ------------------- | ------------ |
| 1.                  | «Shine On You Crazy Diamond» (Сияй, безумный бриллиант) | 21 августа 1988     | 11:51        |
| 2.                  | «Learning to Fly» (Учиться летать)                      | 21 августа 1988     | 5:26         |
| 3.                  | «Yet Another Movie» (Ещё один фильм)                    | 21 августа 1988     | 6:20         |
| 4.                  | «Round and Around» (Вокруг да около)                    | 19 августа 1988     | 0:33         |
| 5.                  | «Sorrow» (Печаль)                                       | 23 августа 1988     | 9:27         |
| 6.                  | «The Dogs of War» (Псы войны)                           | 20 августа 1988     | 7:18         |
| 7.                  | «On the Turning Away» (Отворачиваясь)                   | 21 августа 1988     | 7:54         |
| Общая длительность: | Общая длительность:                                     | Общая длительность: | 47:29        |

| №                   | Название                                                                 | Записан             | Длительность |
| ------------------- | ------------------------------------------------------------------------ | ------------------- | ------------ |
| 1.                  | «One of These Days» (На днях)                                            | 22 августа 1988     | 6:13         |
| 2.                  | «Time» (Время)                                                           | 19 августа 1988     | 5:26         |
| 3.                  | «Wish You Were Here» (Жаль, что тебя здесь нет)                          | 23 августа 1988     | 4:48         |
| 4.                  | «Us and Them» (Мы и они)                                                 | 21 августа 1988     | 7:21         |
| 5.                  | «Money» (Деньги)                                                         | 21 августа 1988     | 9:51         |
| 6.                  | «Another Brick in the Wall (Part 2)» (Ещё один кирпич в стене (Часть 2)) | 21 августа 1988     | 5:28         |
| 7.                  | «Comfortably Numb» (Приятное оцепенение)                                 | 23 августа 1988     | 8:55         |
| 8.                  | «Run Like Hell» (Беги со всех ног)                                       | 19 августа 1988     | 7:09         |
| Общая длительность: | Общая длительность:                                                      | Общая длительность: | 53:51        |

## Позиции в хит-парадах и сертификации
Годовые чарты:
| Хит-парад (1989)       | Позиция |
| ---------------------- | ------- |
| Европа (Music & Media) | 28      |